# Sit and Wait
A Sit and Wait című dal az amerikai-német származású énekes Sydney Youngblood 1989-ben megjelent kislemeze a Feeling Free című albumról. A dal 1989 augusztusában jelent meg, majd 1990 elején is kiadták néhány Európai országban. A dal több slágerlistára is felkerült, és Top 10-es sláger volt Hollandiában, Svédországban, Ausztriában, Svájcban és Németországban. A dal egyike a Magyarországon a 80-as és 90-es évek fordulójára tehető, úgynevezett MTV-korszak ikonikus slágereinek.

## Megjelenések
12"  Virgin – 612 812-213
- A1	Sit And Wait (Stationary To Stationary Mix) 7:06
- A2	Sit And Wait (Dub) 4:56
- B	Feeling Free (The "Jazzy Who?" Mix) 6:00 Vocals [Duet With] – Elaine Hudson

CD Maxi Single  Circa – 662 812-211
1. Sit And Wait (Stationary To Stationary Mix) 7:06 Remix – Claus Zundel
2. Feeling Free (The "Jazzy Who?" Mix) 6:00 Featuring – Elaine Hudson,  Remix – Claus Zundel
3. If Only I Could (The Original 12") 6:30 Mixed By – Claus Zundel

## Slágerlista
| Slágerlista (1989/90)         | Legjobb helyezés |
| ----------------------------- | ---------------- |
| Australian ARIA Singles Chart | 59               |
| Austrian Singles Chart        | 2                |
| Dutch Mega Top 100            | 7                |
| French SNEP Singles Chart     | 21               |
| German Singles Chart          | 2                |
| Irish Singles Chart           | 15               |
| Swedish Singles Chart         | 2                |
| Swiss Singles Chart           | 6                |
| UK Singles Chart              | 16               |

## A dal felhasználása
A Sit and Wait című dalhoz Gwen Guthrie Ain’t Nothin’ Goin’ on But the Rent című dalának zenei alapjait használták fel. (1986)